# Synasterope serrata
Synasterope serrata är en kräftdjursart som beskrevs av Poulsen 1965. Synasterope serrata ingår i släktet Synasterope och familjen Cylindroleberididae. Inga underarter finns listade i Catalogue of Life.